# Confessions Tour
Madonnas Confessions Tour var hendes 7. koncertturne, der blandt andet støttede og promoverede albummet Confessions on a Dance Floor.
Touren blev påbegyndt 21. maj 2006 i Forum, Los Angeles, USA, og fortsatte til store byer over Amerika, inkl. Las Vegas, Chicago, Montréal, New York, Boston og Miami. Den 30. juli fortsatte touren til Europa, først i Millennium Stadium i Cardiff, Wales. Dereftet gik touren videre til Wembley Arena i London, hvorefter touren besøgte Italien, Tyskland, Danmark, Frankrig Holland, Tjekkiet, Rusland og til sidst Japan. Madonna havde håbet at kunne slutte touren i Australien, men dette blev annulleret på grund af problemer med logistikken. Hun beklagede til sine australske fans på sin officielle hjemmeside.
Touren indtjente samlet over 192 millioner dollars.
NBC annoncerede den 21. juli at et af showene i Londons Wembley Arena ville blive filmet og sendt engang i november 2006. Koncerterne den 15. og 16. august blev filmet. Disse optagelser er også grundlag for den officielle tour-dvd, der udkommer 29. januar 2006 med titlen The Confessions Tour Live from London. Showet opført den 16. august er af særlig interesse, da det var Madonnas fødselsdag.
I London blev Madonna belønnet med Wembley Arenas pris Female Artist of the Year for hendes otte shows i arenaen, som i alt tiltrak mere end 88.000 fans. De otte udsolgte shows på Londons Wembley Arena indtjente 22 millioner dollars, hvilket gjorde det til den højeste Billboard Boxscore-indtjening i 2006.

## Billetsalg
De fleste af koncerterne blev udsolgt inden for få minutter efter billetsalget startede i Nordamerika og Europa, og nye tourdatoer blev øjeblikkeligt annonceret – inklusivt nye datoer i London, New York, Paris og Los Angeles. Touren er den mest indtjenende koncertturné nogensinde af en kvindelig kunstner.
Den 8. juli 2006 blev 30.000 Madonna-billetter udsolgt på under 40 minutter i Montreal, hvilket slog U2's tidligere rekord. Den 9. juli 2006 blev 80.000 billetter sat til salg til Madonnas koncerter i Osaka og Tokyo. Billetterne blev udsolgt på fem minutter, hvilket også var rekord. Det var Madonnas første koncertbesøg i Japan i 13 år. Fans ventede i kø og ringede til billethajerne allerede inden billetterne blev sat til salg. For at kunne møde den høje efterspørgsel blev ekstra koncertdatoer tilføjet. Den 4. august 2006 blev mere end 40.000 billetter til Madonna første koncert nogensinde i Moskva sat til sal og udsolgt på tre dage, hvilket er en rekord i Rusland, siden alle andre kunstnere har været mere end to uger om at få alle billetter udsolgt i det område.

## Showet
Showet er delt i fire akter med forskellige temaer: Equestrian, Bedouin, Never Mind the Bollocks og Disco.
Videoprojektioner i åbningsnummeret, Future Lovers og I Feel Love blev taget fra Madonnas billedserie fra 2006 med Steven Klein for magasiner "W".
Touren har skabt international polemik på grund af brugen af kristen religiøs ikonografi. I nummeret "Live To Tell" hang Madonna på et kors med en tornekrone på hovedet. Kristne, jødiske og muslimske grupper i Nordamerika og Europa kritiserede hvad de så som Madonnas udnyttelse af hellige kristne symboler. Som svar inviterede Madonna personligt og offentligt Pave Benedict XVI til at se showet i Rom – og hun insisterede på, at den kontroversielle iscenesættelse skulle samle opmærksomhed og penge til forældreløse børn i Afrika (specielt Malawi) grundet HIV/AIDS og at "Jesus ikke ville have noget imod det".
Versionen af "Erotica" fremført på Confessions Tour bruger store dele af en tidlig demo-version af sangen, af fans kaldet "You Thrill Me".
Yitzhak Sinwani (som optræder i albumnummeret "Isaac") synger side om side med Madonna i den selvsamme sang og slutter sig til hende i nye fortolkninger af "Paradise (Not For Me)", "Drowned World" og "La Isla Bonita"

## Setliste
1. "Future Lovers/I Feel Love"
2. "Get Together"
3. "Like A Virgin"
4. "Jump"
5. "Interlude: Dancers' Confessions"
6. "Live to Tell"
7. "Forbidden Love"
8. "Isaac"
9. "Sorry"
10. "Like It Or Not"
11. "Interlude: Sorry [Remix]"
12. "I Love New York"
13. "Ray of Light"
14. "Let It Will Be"
15. "Drowned World/Substitute For Love"
16. "Paradise (Not For Me)"
17. "Interlude: Roller Dance Disco Inferno"
18. "Music Inferno"
19. "Erotica"
20. "La Isla Bonita"
21. "Lucky Star"
22. "Hung Up"

## Medvirkende
- Koreograf og scenograf: Jamie King
- Musikalsk ledelse: Stuart Price
- Kostumedesign: Arianne Phillips og Jean Paul Gaultier
- Korsangere: Donna DeLory, Nicky Richards og Yitzhak Sinwani
- Markedsføring: The Next Adventure

## Tourdatoer
| Dato               | By            | Land           | Sted                             |
| ------------------ | ------------- | -------------- | -------------------------------- |
| Nordamerika        |               |                |                                  |
| 21. maj 2006       | Los Angeles   | USA            | Forum                            |
| 23. maj 2006       | Los Angeles   | USA            | Forum                            |
| 24. maj 2006       | Los Angeles   | USA            | Forum                            |
| 27. maj 2006       | Las Vegas     | USA            | MGM Grand Arena                  |
| 28. maj 2006       | Las Vegas     | USA            | MGM Grand Garden Arena           |
| 30. maj 2006       | San Jose      | USA            | HP Pavilion                      |
| 31. maj 2006       | San Jose      | USA            | HP Pavilion                      |
| 3. juni 2006       | Los Angeles   | USA            | Staples Center                   |
| 5. juni 2006       | Fresno        | USA            | Save Mart Center                 |
| 6. juni 2006       | Fresno        | USA            | Save Mart Center                 |
| 8. juni 2006       | Phoenix       | USA            | Glendale Arena                   |
| 10. juni 2006      | Phoenix       | USA            | Glendale Arena                   |
| 14. juni 2006      | Chicago       | USA            | United Center                    |
| 15. juni 2006      | Chicago       | USA            | United Center                    |
| 18. juni 2006      | Chicago       | USA            | United Center                    |
| 19. juni 2006      | Chicago       | USA            | United Center                    |
| 21. juni 2006      | Montreal      | Canada         | Bell Centre                      |
| 22. juni 2006      | Montreal      | Canada         | Bell Centre                      |
| 25. juni 2006      | Hartford      | USA            | Civic Centre                     |
| 26. juni 2006      | Hartford      | USA            | Civic Centre                     |
| 28. juni 2006      | New York      | USA            | Madison Square Garden            |
| 29. juni 2006      | New York      | USA            | Madison Square Garden            |
| 2. juli 2006       | New York      | USA            | Madison Square Garden            |
| 3. juli 2006       | New York      | USA            | Madison Square Garden            |
| 6. juli 2006       | Boston        | USA            | TD Banknorth Garden              |
| 9. juli 2006       | Boston        | USA            | TD Banknorth Garden              |
| 10. juli 2006      | Boston        | USA            | TD Banknorth Garden              |
| 12. juli 2006      | Philadelphia  | United States  | Wachovia Center                  |
| 13. juli 2006      | Philadelphia  | USA            | Wachovia Center                  |
| 16. juli 2006      | Atlantic City | USA            | Boardwalk Hall                   |
| 18. juli 2006      | New York      | USA            | Madison Square Garden            |
| 19. juli 2006      | New York      | USA            | Madison Square Garden            |
| 22. 2006           | Miami         | USA            | American Airlines Arena          |
| 23. juli 2006      | Miami         | USA            | American Airlines Arena          |
| Europa             |               |                |                                  |
| Dato               | By            | Land           | Sted                             |
| 30. juli 2006      | Cardiff       | Storbritannien | Millennium Stadium               |
| 1. august 2006     | London        | Storbritannien | Wembley Arena                    |
| 3. august 2006     | London        | Storbritannien | Wembley Arena                    |
| 6. august 2006     | Rom           | Italien        | Olympistadium                    |
| 9. august 2006     | London        | Storbritannien | Wembley Arena                    |
| 10. august 2006    | London        | Storbritannien | Wembley Arena                    |
| 12. august 2006    | London        | United Kingdom | Wembley Arena                    |
| 13. august 2006    | London        | Storbritannien | Wembley Arena                    |
| 15. august 2006    | London        | Storbritannien | Wembley Arena                    |
| 16. august 2006    | London        | Storbritannien | Wembley Arena                    |
| 20. august 2006    | Düsseldorf    | Tyskland       | LTU Arena                        |
| 22. august 2006    | Hannover      | Tyskland       | AWD Arena                        |
| 24. august 2006    | Horsens       | Danmark        | Forum Horsens Outdoor            |
| 27. august 2006    | Paris         | Frankrig       | Palais-Omnisports de Paris-Bercy |
| 28. august 2006    | Paris         | Frankrig       | Palais-Omnisports de Paris-Bercy |
| 30. august 2006    | Paris         | Frankrig       | Palais-Omnisports de Paris-Bercy |
| 31. august 2006    | Paris         | Frankrig       | Palais-Omnisports de Paris-Bercy |
| 3. september 2006  | Amsterdam     | Holland        | Amsterdam ArenA                  |
| 4. september 2006  | Amsterdam     | Holland        | Amsterdam ArenA                  |
| 6. september 2006  | Prag          | Tjekkiet       | Sazka Arena                      |
| 7. september 2006  | Prag          | Tjekkiet       | Sazka Arena                      |
| 12. september 2006 | Moskva        | Rusland        | Luzjniki Stadion                 |
| Japan              |               |                |                                  |
| 16. september 2006 | Osaka         | Japan          | Kyocera Dome                     |
| 17. september 2006 | Osaka         | Japan          | Kyocera Dome                     |
| 20. september 2006 | Tokyo         | Japan          | Tokyo Dome                       |
| 21. september 2006 | Tokyo         | Japan          | Tokyo Dome                       |